# Воскресенский канал
Воскресе́нский канал — канал в Санкт-Петербурге от реки Фонтанки до реки Мойки.

## История
Прорыт при строительстве Михайловского замка в 1797—1800 гг. вдоль его южного фасада. Имел исток из реки Фонтанки, соединялся с прудами Михайловского сада и далее по кирпичной трубе впадал в реку Мойку. Был судоходен, составлял единую систему с засыпанным в 1823 году Церковным каналом. Имел каменные набережные (чугунная решётка создана по проекту инженера П. П. Базена).
В 1879—1882 годах был засыпан. Все каменные и чугунные мосты и трубы сохранились в земле. В 2003 году частично восстановлена гидросистема и инженерные сооружения.

## Достопримечательности
- Через канал переброшены мосты:
  - 2-й Инженерный мост
  - Трёхчастный мост (гранитный перед въездом в замок)
- Михайловский замок